# Cryptopsylla ingrami
Cryptopsylla ingrami är en loppart som först beskrevs av De Meillon 1938.  Cryptopsylla ingrami ingår i släktet Cryptopsylla och familjen Chimaeropsyllidae. Inga underarter finns listade i Catalogue of Life.